# Zemsta (film 2009)
Zemsta (tytuł oryg. Fuk sau) – hongkońsko–francuski dreszczowiec, kryminalny film akcji w reżyserii Johnniego To, którego premiera miała miejsce 17 maja 2009 roku.

## Fabuła
Francis Costello (Johnny Hallyday) jest właścicielem restauracji we Francji, tam również mieszka. 20 lat temu pracował jako płatny zabójca, wtedy też nabrał doświadczenia. Prowadzi spokojne i uporządkowane życie, do momentu gdy dowiaduje się, że jego córka, jej mąż i dzieci mieszkający w Hongkongu zostali ofiarami brutalnego napadu. Costello zjawia się na miejscu napadu, rozpoczyna współpracę z trzema członkami lokalnej mafii oraz prowadzi własne śledztwo tej sprawy.

## Obsada
Źródło: Filmweb

- Johnny Hallyday – Francis Costello
- Gordon Lam – Chow
- Sylvie Testud – Irene Thompson
- Anthony Wong – Kwai
- Lam Suet – Lok
- Simon Yam – George Fung
- Cheung Siu-fai – wilk
- Felix Wong – pyton
- Berg Ng – kruk
- Maggie Siu – inspektor Wong
- Vincent Sze – pan Thompson
- Michelle Ye

## Odbiór
Film zarobił 1 346 952 dolarów amerykańskich we Francji, Belgii, Włoszech, Hongkongu, Republice Chińskiej, Singapurze, Malezji i Zjednoczonych Emiratach Arabskich.
W 2009 roku podczas 62. edycji Międzynarodowego Festiwalu Filmowego w Cannes Johnnie To był nominowany do nagrody Złotej Palmy. W 2010 roku podczas 28. edycji Hong Kong Film Awards Lo Ta-yu był nominowany do nagrody Hong Kong Film Award w kategorii Best Original Film Score. Podczas 4. edycji Asian Film Awards Lo Ta-yu zdobył nagrodę Asian Film Award w kategorii Best Composer, a Cheng Siu-Keung był nominowany w kategorii Best Cinematographer.